# ラスムス・リンドグレン
ラスムス・リンドグレン（Rasmus Lindgren, 1984年11月29日 - ）は、スウェーデン出身の元サッカー選手。現役時代のポジションはミッドフィールダー。